# Jean Giono
Jean Giono (ur. 30 marca 1895 w Manosque, zm. 8 października 1970 tamże) – francuski pisarz.

## Życie i twórczość
W początkowym okresie swojej twórczości zbliżał się do panteizmu. W swoich powieściach ukazywał związek życia ludzkiego z przyrodą i głosił konieczność powrotu do natury m.in. cykl Pan, czy Wielka trzoda. W 1939 był więziony przez dwa miesiące za działalność pacyfistyczną, a pod koniec wojny był sądzony za kolaborację z Niemcami (komunistyczny ruch oporu uznał pacyfizm za kolaborację – różne źródła podają datę 1944 lub 1945). 
Po wojnie stworzył cykl powieści historycznych i obyczajowych Chroniques wykazujących wpływy Stendhala (m.in. Huzar na dachu, który doczekał się ekranizacji przez Jean-Paul Rappeneau w 1995). Był też autorem zbiorów opowiadań.
W 1954 został członkiem Akademii Goncourtów (Académie Goncourt). Przewodniczył jury konkursu głównego na 14. MFF w Cannes (1961). Zasiadał również w jury na 19. MFF w Cannes (1966).